# Scott Wolf
Scott Richard Wolf (Boston, 4 de junho de 1968) é um ator norte-americano, conhecido por interpretar "Bailey Salinger" no seriado adolescente Party of Five e por seus papéis nos seriados Everwood e The Nine.
O ator também trabalhou em "Double Dragon (filme)", interpretando Billy, irmão de Jimmy.Interpretou um jornalista chamado Chad Decker na série de televisão V - The Visitors, que está em sua 2ª temporada (Warner)
Ele também participou da Serie de Televisao Plantao Noturno (Night Shift), Televisionado no Brasil pela rede Globo interpretando o Dr. Scott Clemmens 